# CFパレンシア
クルブ・デ・フトボル・パレンシア（Club de Fútbol Palencia）は、スペイン・カスティーリャ・イ・レオン州パレンシア県パレンシアを本拠地としていたサッカークラブ。2013年1月に財政難によって消滅した。

## 歴史
1975年、パレンシア市内に拠点を置くクルブ・エル・クリスト (Club El Cristo)とF.J.オリンピコ (F.J. Olímpico)が合併して創設された。1990-91シーズンから1995-96シーズン、2000年代以降は3部リーグにあたるセグンダ・ディビシオンBを戦っていたものの、経営の失敗から2011-12シーズンにクラブの存続は限界を迎え、2012年11月に破産を申告。11月30日には給与未払いを理由にクラブ職員がストライキを起こし、12月4日にクラブは活動を停止。そして2013年1月に州の裁判所から無期限活動停止命令が下り、クラブは38年間の歴史に幕を閉じた。

### クラブ名の変遷
- CDクリスト・オリンピコ (Club Deportivo Cristo Olímpico) : 1975年-1987年
- CFパレンシア・クリスト・オリンピコ (Club de Fútbol Palencia Cristo Olímpico) : 1987年-1999年
- CFパレンシア (Club de Fútbol Palencia) : 1999年-2013年

## タイトル

### 国内タイトル
- テルセーラ・ディビシオン : 5回
  - 1989-90, 1997-98, 2000-01, 2002-03, 2008-09

### 国際タイトル
- なし

## 歴代監督
- ラモン・カルデレ 2011-2012

## 歴代所属選手
- ゴンサロ・ガルシア 2004-2005
- ベンハミン・サランドーナ 2008-2010